# En Passant
För andra betydelser, se En passant (olika betydelser).
En Passant är en schackklubb i Svedala som bildades 1976. Klubben har gått ifrån en liten oansenlig småklubb till en etablerad, meriterad klubb som spelade i elitserien säsongen 1997/98 och är en av de mest framgångsrika klubbarna utanför storstäderna. Klubben spelade så sent som under säsongen 2009/10 i superettan, den näst högsta divisionen i schackets nationella seriesystem för klubblag, allsvenska serien. Klubben spelar för närvarande i division 1.
Klubbens historik i Allsvenskan finns dokumenterad på enpassant.se
Klubbens namn kommer från specialdraget en passant, bondeslag i förbigående. I förbigående är för övrigt namnet på klubbtidningen som numera har ersatts av hemsidan enpassant.se.